# 리브노예

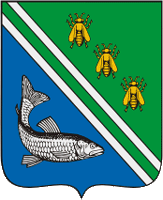
시 문장

립노예(러시아어: Ры́бное)는 러시아 랴잔주 서부에 위치한 도시로, 인구는 19,150명(2002년 기준)이며 랴잔(랴잔 주의 주도)에서 북서쪽으로 18km 정도 떨어진 곳에 위치한다.
1597년 립니노(Ры́бнино)라는 마을이 건설되었고 1961년 시로 승격되었다.